# Bingbot
Bingbot（ビング・ボット）は、クローラ（ボットの一種）であり、 Microsoftが2010年10月からBingにて提供するサービス。GoogleのGooglebotと同様、ウェブ上からドキュメントを収集して、 Bingで検索可能なインデックスを作成する。
Bingbotの典型的なユーザーエージェントは"Mozilla/5.0 (compatible; bingbot/2.0; +http://www.bing.com/bingbot.htm)" 。これはサーバーログに表示され、ファイルを要求しているウェブマスターに通知される。各ウェブマスターは、含まれているエージェント識別子「bingbot」を使用し、サイトへのアクセスを禁止または許可できる（デフォルトではアクセスが許可されている）。アクセスを許可しない場合は、Robots Exclusion Standardを使用してブロックするか（Bingbotで想定される正常な動作に依存）、他のサーバー固有の手段を使用してブロックできる。